# 塔德乌什·柯塔宾斯基
塔德乌什·柯塔宾斯基（波蘭語：Tadeusz Kotarbiński，1886年3月31日—1981年10月3日）是一位波兰哲学家、逻辑学家和伦理学家。他是卡济梅尔兹·塔多斯基的学生，1918年至1957年年間，他是华沙大学讲师、教授，1957年至1962年期間出任波蘭科學院院长。